# إراستوس بريغهام بيغيلو
إراستوس بريغهام بيغيلو (بالإنجليزية: Erastus Brigham Bigelow)‏ هو مخترِع واقتصادي وكاتب أمريكي، ولد في 2 أبريل 1814 في West Boylston, Massachusetts ‏ في الولايات المتحدة، وتوفي في 6 ديسمبر 1879 في بوسطن في الولايات المتحدة.

## وصلات خارجية
- إراستوس بريغهام بيغيلو على موقع الموسوعة البريطانية (الإنجليزية)